# ディアブロティン山
ディアブロティン山（ディアブロティンさん、英語: Morne Diablotins）は、ドミニカ国北部にそびえる成層火山である。標高1,447mでドミニカ国の最高峰であり、小アンティル諸島の中ではグアドループのスフリエール山（標高1,467m）に次いで2番目に高い山である。
山域はディアブロティン山国立公園に指定されており、トゥーラマン川の水源である。
ディアブロティンの名は、ズグロシロハラミズナギドリの現地での呼称と同じである。